# Aeolus (Adorp)
De Aeolus is een koren- en pelmolen in Adorp, gemeente Het Hogeland, in de Nederlandse provincie Groningen. De naam Aeolus verwijst naar de windgod uit de Griekse en Romeinse mythologie.
De molen werd in 1851 gebouwd en is bij de bouw enigszins richting het zuiden scheefgezakt, waardoor de bovenbouw van de molen door middel van extra metselwerk aan de zuidkant recht is gezet. De molen is tot in de jaren tachtig in bedrijf geweest als foeragehandel. In de jaren vijftig is er nog kortstondig stroom met de molen opgewekt. In 1981 werd de molen nog ingrijpend gerestaureerd en is tot in de jaren negentig in bedrijf geweest op vrijwillige basis. De molen, die als een van de weinige molens in de provincie Groningen nog lange tijd particulier eigendom was, verkeert momenteel in een slechte staat van onderhoud en kan pas na een restauratie weer draaien. De voormalige gemeente Winsum schreef de toenmalige eigenaar aan en legde een dwangsom op. Vanwege het faillissement van de eigenaar heeft dat niet tot restauratie geleid. In oktober 2019 werd de molen aangekocht door de Molenstichting Winsum, die in 2023 begonnen is met de volledige restauratie van deze molen.
De roeden van de molen hebben een lengte van 22,65 meter en waren voorzien van het zelfzwichtingssyssteem. De inrichting bestaat uit een koppel maalstenen en twee (incomplete) pelstenen.
| Mediabestanden Commons heeft media  bestanden in de categorie Aeolus, Adorp . |